# FUNCINPEC
FUNCINPEC là một đảng bảo hoàng của Campuchia. Đảng này là một phần của chính phủ liên hiệp đương quyền ở Campuchia cùng với Đảng Nhân dân Campuchia. Trong Quốc hội Campuchia, đảng này đang có 41/123 tổng số đại biểu của Quốc hội được bầu.
Đảng này được thành lập vào năm 1981 bởi cựu quốc vương Norodom Sihanouk, tới năm 1991 đảng Funcinpec chính thức hoạt động trên chính trường Campuchia và được lãnh đạo bởi hoàng thân Norodom Ranariddh, con trai cả của ông.
Sau một thời gian lưu vong, Norodom Ranariddh đã quay về lãnh đạo Funcinpec vào đầu năm 2015 thay thế cho em gái của ông là công chúa Norodom Arunrasmy. 
Trong thập niên 1980, đảng này là một phần của phản kháng chính trị và phản kháng có vũ trang chống lại Đảng Nhân dân Cách mạng Khmer. Cánh tay vũ trang của đảng này có tên gọi Đảng Dân tộc Sihanouk (ANS)

## Tên gọi
FUNCINPEC là viết tắt tiếng Pháp tên của đảng này Front Uni National pour un Cambodge Indépendant, Neutre, Pacifique, et Coopératif, có nghĩa là "Mặt trận Thống nhất Dân tộc vì một nước Campuchia Độc lập, Trung lập, Hòa bình và Hợp tác."